# Sisyridivora cavigena
Sisyridivora cavigena är en stekelart som beskrevs av Charles Joseph Gahan 1951. Sisyridivora cavigena ingår i släktet Sisyridivora och familjen puppglanssteklar. Inga underarter finns listade i Catalogue of Life.